# John Eugene Osborne
John Eugene Osborne (19 de Junho de 1858 – 24 de Abril de 1943) foi um médico, agricultor, banqueiro e político americano que exerceu como o terceiro Governador do Wyoming e Representante dos Estados Unidos como membro do Partido Democrata.

## Primeiros anos
John Eugene Osborne nasceu no dia 19 de Junho de 1858, embora seu passaporte declarasse que nasceu no dia 19 de Junho de 1860, em Westport, Nova York, filho de John C. Osborne e Mary E. Rail. Em 1874, Osborne mudou-se para Burlington, Vermont, onde trabalhou em uma farmácia e estudou medicina na Faculdade de Medicina da Universidade de Vermont, onde se formou em 1880. Mais tarde naquele ano, mudou-se para Rawlins, Wyoming, onde abriu uma farmácia. Em 1881 foi contratado como cirurgião assistente pela Union Pacific Railroad.

### Big Nose George Parrott
Após o enforcamento mal feito e a subsequente execução de George Parrott, também conhecido como Big Nose George, em 1881,

Seus restos mortais então embarcaram em uma estranha jornada, com parte de sua pele sendo transformada em botas por John Eugene Osborne, o médico que o examinou após sua morte. Osborne usou as botas em seu baile de posse quando se tornou governador em 1892. Osborne também deu parte do crânio de George para a assistente médica Lillian Heath, que usou o crânio como encosto de porta por muitos anos. "O famoso irmão de James acampou no Big Horn", Sheridan Press
Lillian Heath tinha 16 anos quando recebeu o crânio de Big Nose George e tornou-se a primeira médica em Wyoming.

## Carreira

### Política
Em 1883, Osborne foi eleito para a Câmara da Assembleia Territorial do Wyoming, mas renunciou em 1885, quando deixou o Território por um breve período. Em 1888, foi nomeado presidente da Comissão de Construção Penitenciária e também prefeito de Rawlins. Durante a década de 1880, Osborne era médico e químico em Rawlins e possuía uma fazenda, sendo até certo ponto o maior proprietário individual de ovelhas em Wyoming. Após o linchamento de Big Nose George Parrott, Osborne ajudou a conduzir a autópsia, e teve a pele de Parrot bronzeada e transformada em um par de sapatos que mais tarde teria usado em sua posse como governador.

### Governador e a Câmara
Osborne foi um delegado suplente da Convenção Nacional Democrata em 1892. Em Julho de 1892, Osborne recebeu a indicação Democrata para governador na convenção estadual na 37ª eleição, embora tenha retirado seu nome de consideração antes de ser convencido. Na eleição geral, derrotou Edward Ivinson com 9.290 votos a 7.509 votos.
No dia 2 de Janeiro de 1893, Osborne foi empossado, usando os sapatos que havia feito com a pele de Big Nose George, embora tivesse tentado assumir o cargo antes no dia 2 de Dezembro de 1892, na qual foi considerado inválido e prematuro pela Suprema Corte de Wyoming no dia 17 de Janeiro. Não pôde comparecer à posse presidencial de Grover Cleveland porque temia que o Secretário do Estado Amos W. Barber nomeasse um Republicano durante o tempo em que exerceria como governador interino na ausência de Osborne. Durante seu mandato, lutou com a assembleia legislativa, que estava dividida com 22 Republicanos, 21 Democratas e 5 Populistas. Completou seu mandato no dia 7 de Janeiro de 1895, tendo recusado a reeleição.
Do dia 4 de Março de 1897 até o dia 3 de Março de 1899, exerceu no 55º Congresso dos Estados Unidos como o Representante dos EUA pelo Wyoming, mas novamente recusou a reeleição quando seu mandato acabou.

## Últimos anos

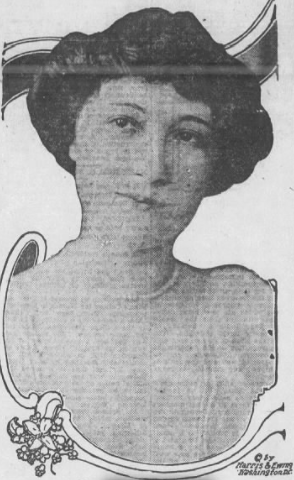
Selina Smith

Osborne era um apoiador da "prata livre" e durante as eleições presidenciais de 1896, 1900 e 1908 apoiou William Jennings Bryan. Em 1896, exerceu como presidente da delegação do Wyoming à Convenção Nacional Democrata, em 1898 exerceu como vice-presidente do Comitê Nacional Democrata, foi nomeado membro do comitê nacional em 1900 e exerceu como vice-presidente do comitê de finanças em 1908. Durante a eleição presidencial de 1904, Bryan sugeriu que alguém como Osborne, do oeste dos Estados Unidos, deveria concorrer à indicação democrata, mas Osborne optou por não concorrer.
No dia 28 de Abril de 1903, o Governador DeForest Richards morreu no cargo logo depois de ganhar a reeleição em 1902, resultando em uma eleição especial. Osborne ganhou a indicação Democrata por aclamação, mas foi derrotado por uma vitória esmagadora na eleição especial por Bryant Butler Brooks.
No dia 2 de Novembro de 1907, casou-se com Selina Smith de Princeton, Kentucky, após se conhecerem na ilha da Madeira, quando Jean Curtis Smith estava em uma viagem ao redor do mundo com sua irmã e cunhado. De acordo com um relato no Passenger-Inquirer de Owensboro, Kentucky, "estiveram comprometidos para se casar quando pousaram em solo americano, dois meses depois". A lua-de-mel foi interrompida "quando seus esforços para garantir a Convenção Nacional Democrata para o Ocidente de 1908 tiveram sucesso e foram obrigados a se apressar para Denver", onde seria realizada. A Sra. Osborne era conhecida como a "anfitriã oficial" da convenção.
Em 1910, exerceu como presidente do Partido Democrata de Wyoming. Osborne foi nomeado Secretário de Estado Assistente pelo Presidente Woodrow Wilson e exerceu em seu governo de 21 de Abril de 1913 até 14 de Dezembro de 1915. Também foi presidente do conselho do Rawlins National Bank e estava envolvido na criação de gado. Em 1913, sugeriu que os restos mortais de Cristóvão Colombo fossem colocados em um encouraçado e viajassem pelo Canal do Panamá como parte de sua cerimônia de abertura. Durante a eleição presidencial de 1936, foi selecionado como um dos três eleitores presidenciais Democratas para Wyoming e votou em Franklin D. Roosevelt e John Nance Garner quando o colégio eleitoral se reuniu.
Osborne era maçom e membro do Rito de York. No dia 2 de Março de 1942, sua esposa morreu em Louisville, Kentucky. No dia 24 de Abril de 1943, Osborne morreu em Rawlins, Wyoming, aos 84 anos, após sofrer um ataque cardíaco no início da semana. Foi sepultado no terreno da família Smith no Cemitério Cedar Hill em Princeton, Kentucky.